# قائمة مدن وبلدات العراق
فيما يلي قائمة بأسماء مدن وبلدات العراق بحسب المحافظة.

## محافظة بغداد
- بغداد.
- الكرخ.
- الرصافة.
- الفضل.
- الصدرية.
- باب الشيخ.
- العطيفية.
- الكاظمية.
- قضاء الأعظمية.
- قضاء الشعب.
- الكريعات.
- الصليخ.
- حي القاهرة.
- البنوك.
- حي تونس.
- حي الجامعة.
- بسماية.
- حي المستنصرية.
- زيونة.
- راغبة خاتون.
- حي اليرموك.
- مدينة الصدر.
- الوزيرية.
- مدينة الطب.
- أبو دشير.
- مدينة الرياض.
- الصابيات.
- السلاميات.
- الثعالبة.
- بوب الشام.
- سبع ابكار.
- عرب جبور.
- سبع البور.
- حي الإصلاح.
- السريدات.
- حي البساتين.
- الشماعية.
- حي النصر.
- بغداد الجديدة.
- العبيدي.
- الرشاد.
- الكمالية.
- الأورفلي.
- البلديات.
- البياع.
- السيدية.
- حي الخضراء.
- ناحية الراشدية.
- حي الزهور.
- الحسينية.
- الكرادة.
- العامرية.
- الفحامة.
- حي أور.
- حي البساتين.
- حي جميلة
- حي الجامعة
- حي المنصور.
- حي القادسية.
- حي المأمون.
- الدورة.
- الغزالية.
- الجادرية.
- الزعفرانية.
- المدائن.
- أبو غريب.
- الشعلة.
- الحرية.
- شارع فلسطين.
- التاجي.
- الطارمية.
- العبايجي.
- جسر ديالى.
- حي العامل.
- حي الجهاد.
- حي الفرات
- المحمودية.
- سلمان باك.
- اليوسفية.
- الرشيد.
- الدولعي

## محافظة البصرة

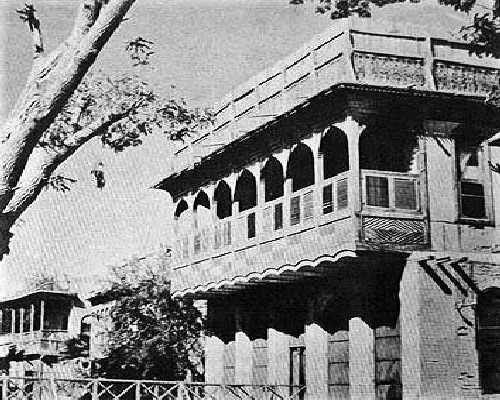
شناشيل البصرة

- البصرة
- قضاء شط العرب
- قضاء أبو الخصيب
- ناحية الشافي
- ناحية الشرش
- ناحية الصالحية
- ناحية الفيحاء
- ناحية خور الزبير
- قضاء الشهيد عز الدين سليم
- ناحية السيبة
- مدينة النرجس
- ناحية البحار
- ناحية الإمام القائم
- قضاء الامام الصادق
- ناحية النشوة
- الكباسي
- أم قصر
- قضاء الفاو
- سفوان
- الزبير
- أبو الخصيب
- القرنة
- المدينة
- الهوير
- الهارثة
- التنومة
- الشعيبة
- الرميلة
- مدينة الأمل
- مناوي باشا
- مناوي لجم
- الكفاءات
- الخضراء
- الأصمعي القديم
- الأصمعي الجديد
- ناحية الخليج العربي
- الجزيرة
- منطقة العباسية
- الحكيمية
- الطويسة
- ناحية المعقل
- كرمة علي
- ناحية الميناء (أبو فلوس)
- الدير (العراق)
- ناحية أبو بصير
- ناحية أم الشيوخ
- ناحية الخاص
- أبو مغيرة
- السراجي
- مهيجران
- حمدان
- محيلة
- الصنكر
- نهرخوز
- جيكور

## محافظة نينوى

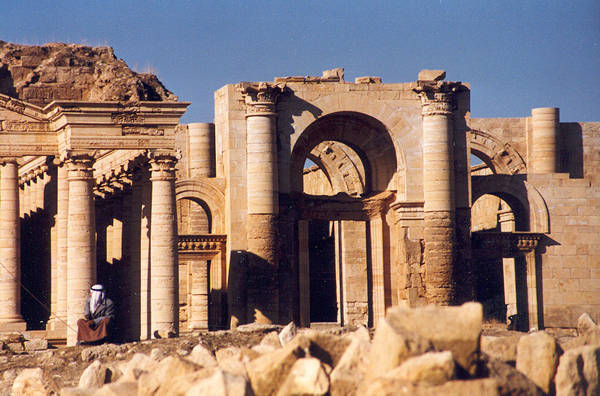
آثار مدينة الحضر الأثرية في محافظة نينوى

- الموصل
- حمام العليل
- القيارة
- طهراوة
- الشورة
- بعشيقة
- المحلبية
- حميدات
- تلعفر
- العياضية
- ربيعة
- زمار
- سنجار
- الشمال او سنوني
- البعاج
- القيروان
- القحطانية.
- الحضر
- تل عبطة
- الحمدانية
- برطلة
- تلكيف
- وانة
- القوش
- فايدة
- الشيخان
- مخمور
- الكوير
- قراج
- تل صفوك
- وردية
- السعدية
- النمرود
- تل المخضرم
- عدان
- تل غزال
- مويلحة
- الراوي
- تل سمير
- تل سيف
- مدينة الرمانة
- تل الشيخ
- كرديان
- مدينة دوسر
- مدينة السورجة
- مدينة كالنة
- مدينة ايروان
- مدينة كوسة
- مدينة هرار
- مدينة علكه
- مدينة اشكفنه
- مدينة بخمة

## محافظة أربيل

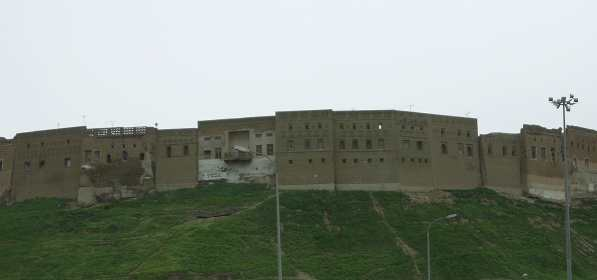
قلعة مدينة أربيل

- أربيل
- رايات
- ناحية كسنزان
- ناحية الكلك
- مدينة راوندوز
- شقلاوة
- صلاح الدين
- كوي سنجق
- رواندوز
- عينكاوة
- سوران
- ميركسور
- جومان
- خبات
- بنصلاوة
- شركران
- خرابه
- حصاروك
- كوم تبه
- خريساني
- الكوير
- هنجروك
- بيرومان
- كردارك
- حرير
- خليفان
- بوناوي
- جورحه
- كاني رش
- كيكله
- طالبان
- طق طق
- بيازوك
- اولده
- حاج عمران
- جومان
- روست
- بيركم
- ديانا
- ولزه
- بارزان
- شيروان مازن
- بخشائن
- كبركل
- شيخان
- شيخ عيسى
- سيدكان
- هيران
- كاني يرد

## محافظة النجف

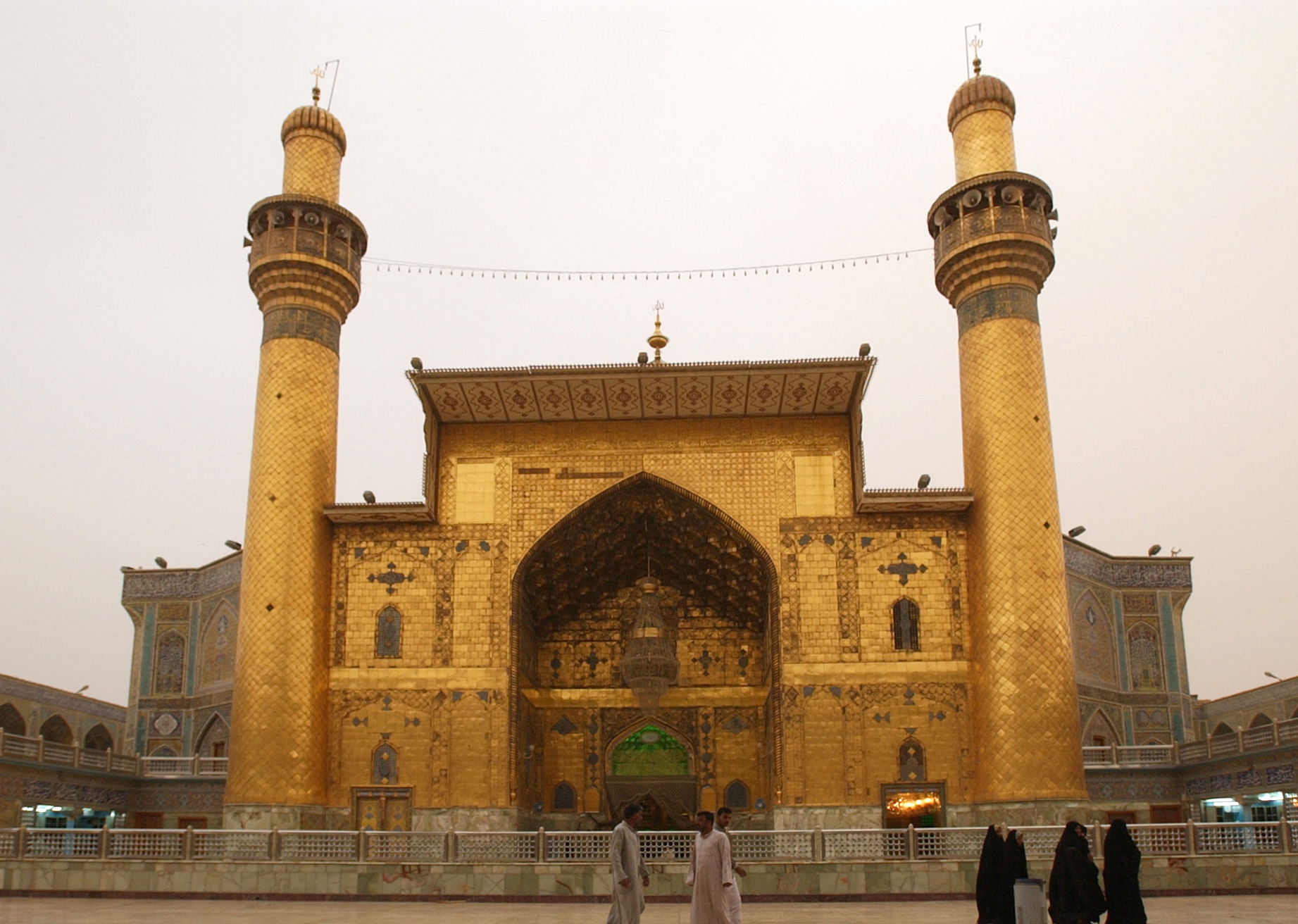
ضريح الإمام علي في مدينة النجف

- النجف
- الكوفة
- المناذرة
- الحيرة
- العباسية
- المشخاب
- ناحية القادسية
- الحرية
- الحيدرية
- ناحية الشبكة
- المهناوية
- الرحبة
- الرضوية

## محافظة ذي قار

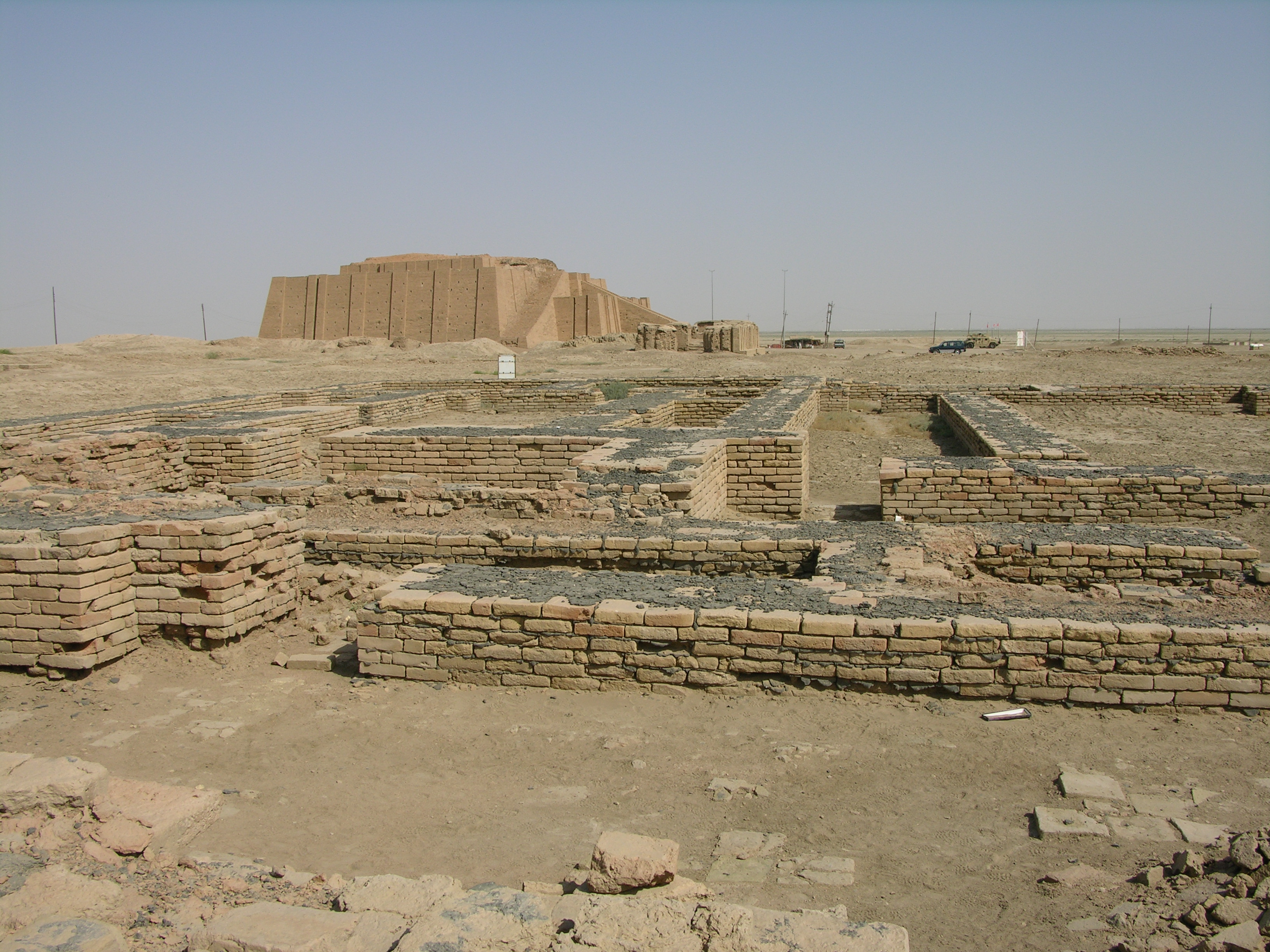
أطلال مدينة أور الأثرية والزقورة في محافظة ذي قار

- قضاء الناصرية
- قضاء كرمة بني سعيد
- قضاء الرفاعي
- قضاء سوق الشيوخ
- قضاء الجبايش
- قضاء الشطرة
- قضاء الدواية
- قضاء الفهود
- قضاء الفجر
- ناحية ميسلون
- قضاء النصر
- قضاء الغراف
- قضاء الإصلاح
- قضاء سيد دخيل
- قضاء أور
- قضاء البطحاء
- ناحية الهرْزَة
- ناحية العكيكه
- قضاء الفضلية
- الطار
- قضاء النصر
- قلعة سكر
- قضاء المنار

## محافظة كركوك
- كركوك
- تازة خورماتو أو تازة
- الملتقى
- شوان
- التون كوبري
- دبس
- داقوق
- ليلان
- الحويجة
- الزاب
- الرياض
- العباسي
- طق طق
- الرشاد
- عرصة
- البسل

## محافظة الأنبار
- الرمادي
- الفلوجة
- القائم
- هيت
- حديثة
- الرحالية
- الحبانية
- الخالدية
- الوليد
- الساجرية
- الرطبة
- عكاشات
- البغدادي
- الكرابلة
- كبيسة
- النخيب
- النعيمية
- السجر
- الرحالية
- الصقرة
- الجبه
- الحميرية
- الأوسط
- الرمانة
- الهبارية
- الكسرة
- الصقلاوية
- العبيدي
- عانة
- راوة
- العامرية
- بروانة
- الكرمة
- الحقلانية
- سعدة
- الزاوية
- الريحانة
- الفرات
- المحمدي
- حصيبة الشرقية
- ناحية الخيرات
- الدغيمة

## محافظة ديالى
- بعقوبة
- خانقين
- جلولاء
- بلدروز
- كفري
- السعدية قزربات
- قرة تبة
- العظيم
- المنصورية
- بهرز
- خان بني سعد
- الخالص
- مندلي
- ترساق
- نفط خانة
- المقدادية
- ناحية ميدان
- ناحية بمو
- ناحية قورة تو
- العبارة
- كنعان
- الوجيهية
- ناحية حمرين
- قزانية
- ناحية هبهب
- ناحية جديدة الشط
- ناحية العظيم
- ناحية السلام (30 تموز سابقا)
- ناحية ئاوة سبي
- ناحية سةرقة
- ناحية نوجول
- ناحية كوركس
- ناحية سنكاو
- ناحية تة كية
- ناحية ئاغجة لةر
- ناحية قادر كرم
- ناحية تكية جباري
- الهاشمية

## محافظة المثنى
- السماوة
- الرميثة
- الخضر
- الدراجي
- السلمان
- قضاء النجمي
- قضاء الكرامة
- بصية أو مخفر البصية
- قضاء المجد
- قضاء الهلال
- قضاء الوركاء
- قضاء السوير

## محافظة القادسية
- الديوانية.
- قضاء الشامية.
- قضاء عفك.
- ناحية السدير.
- الشوفه.
- مدينة العسكري.
- آل مرسول.
- قضاء السنية.
- قضاء الحمزة.
- ناحية الدغارة.
- الشنافية.
- الصلاحية.
- غماس.
- قضاء البدير.
- إمام ظاهر.
- قضاء المهناوية.
  - قرية عكر، تابعة للمهناوية.
- الخورنق.
- الشافعية.
- قضاء سومر.
- قلعة أبو صخير

## محافظة ميسان
- العمارة
- علي الغربي
- الميمونة
- المجر الكبير
- قلعة صالح
- الكحلاء
- علي الشرقي
- كميت
- المشرح
- السلام
- الخير
- العدل
- بني هاشم
- العزير
- أحمد الرفاعي
- الشيب
- الطيب
- الرشيدية
- فياض
- فارس
- الفكه
- الشلفه
- البيضة
- أبو غراب
- ناحية أم عبيدة

## محافظة واسط
- الكوت
- الصويرة
- العزيزية
- الزبيدية
- النعمانية
- شيخ سعد
- الحي
- بدرة
- جصان
- قضاء الأحرار
- ناحية تاج الدين
- مزرعة الصويرة
- الدبوني

## محافظة صلاح الدين
- تكريت
- العوجة
- قضاء العلم
- الدور
- سامراء
- مكيشيفة
- المعتصم
- بيجي
- الصينية
- الشرقاط
- ناحية اشور
- ناحية السهل الاخضر
- ناحية تلول الباج (منطقة ذات غالبية بدوية) قضاء الشرقاط
- بلد
- الضلوعية
- يثرب
- عزيز بلد
- ناحية الإسحاقي
- الدجيل
- طوز خورماتو
- سليمان بيك
- آمرلي
- ينكجة
- عين الدبس
- حليوان
- سريفان
- الديكاني
- ملحة
- الحرمل
- الشريمة
- أبو دلف
- القلعة
- الركة
- البو عرب
- نوجل
- إمام إبراهيم الشيخ
- الشريعة
- المعتصم
- البوطعمه

## محافظة دهوك

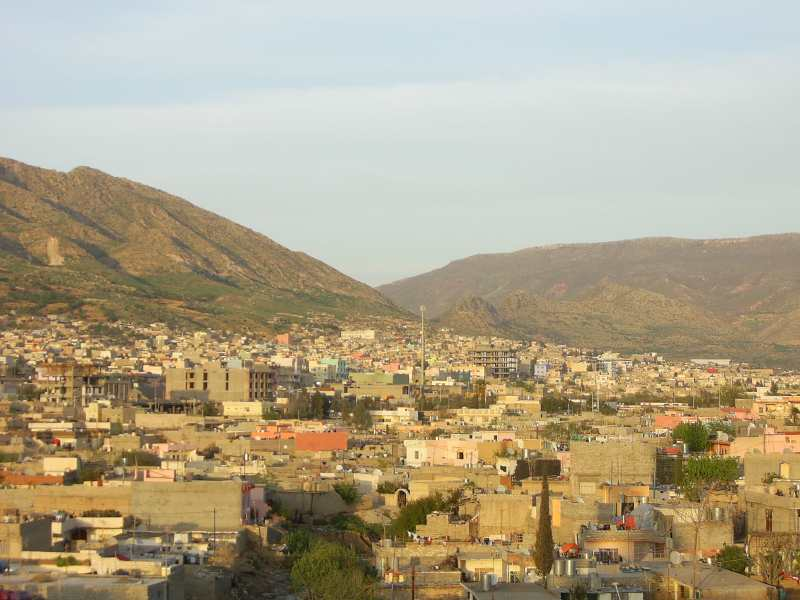
منظر لمدينة دهوك

- دهوك
- زاخو
- دركار
- عقرة
- زاويته
- سرسنك
- العمادية
- شرانش
- سميل
- كاني ماسي
- سولاف
- باطوفا
- فايدة
- باتيل
- بامرني
- جامانكي
- مانكيشك
- هيزاوا

## محافظة السليمانية
- السليمانية
- بكره جو
- بازيان
- تانجرو
- قضاء قره داغ
- سيه سيتان
- شاره زور
- وارماوا
- قضاء شارباريز
- جوارتة
- سيوتيل
- سيتك
- زلان
- كابيلون
- قضاء ماوت
- قضاء بشدر
- ناحية قلعة دزا
- ناحية هيرو
- ناحية هلشو
- ناحية ذاراو
- ناحية ناوه دشت
- ناحية عيسوي
- قضاء رانية
- جوار قورنة
- حاجي آوا
- بيتواتة
- ناحية سركبكان
- قضاء دوكان
- سورداش
- بيرة مكرون
- خلكان
- خدران
- ناحية بنكرد
- دربندخان
- ناحية باو خوشين
- كلار
- ناحية كلار / رزكاري
- ناحية بيباز
- شيخ طويل
- كفري
- ناحية آوة سبي
- ناحية سر قلعة
- نوجول
- ناحية كوكس
- جمجمال
- ناحية شورش
- ناحية سنكاو
- ناحية تكية
- أغجلر
- ناحية قادر كرم
- ناحية تكية جباري
- حلبجة
- قضاء شهرزو
- بينجوين
- سيد صادق
- سرجوك
- سيروان
- خورمال
- ناحية بيارا
- ناحية كرمك
- ناحية بالباريز
- بشت
- بياره
- برزنجه
- جوارته
- ميشياو
- لالادد
- ونيه
- باستي
- كنارو
- شميران
- سزان
- عربت
- زراين
- جناره

## محافظة بابل

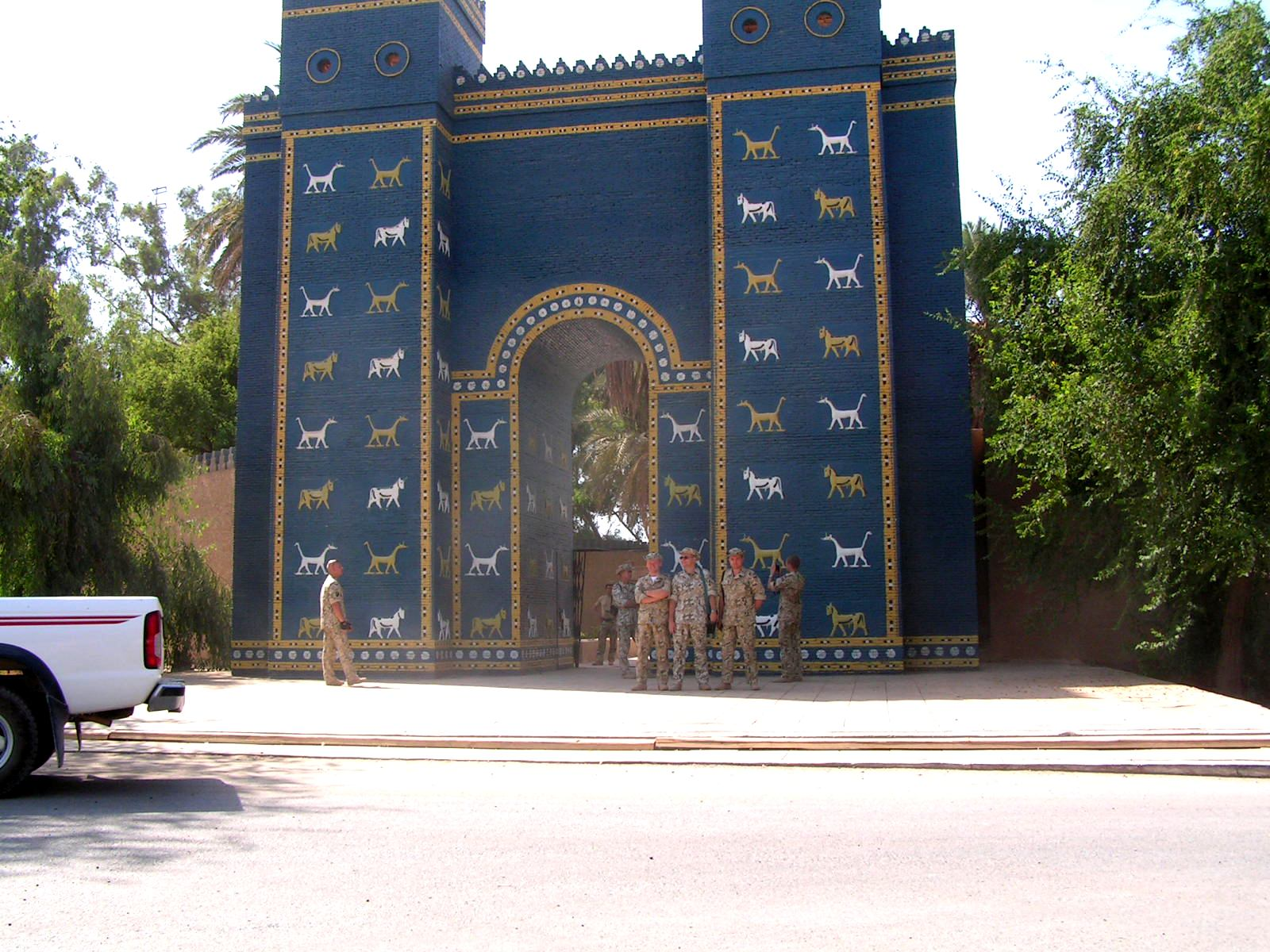
بوابة عشتار في مدينة بابل الأثرية

- الحلة
- الإسكندرية
- قضاء الهاشمية
- الحصوة
- ناحية الإمام
- قضاء كوثى (ناحية المشروع سابقاً)
- ناحية الكفل
- ناحية أبي غرق
- قضاء المحاويل
- ناحية النيل
- القاسم
- ناحية الطليعة
- قضاء المسيب
- ناحية سدة الهندية
- جرف النصر
- قضاء الحمزة الغربي
- ناحية المدحتية
- ناحية الشوملي
- ناحية الخميسية
- ناحية الحصين

## محافظة كربلاء

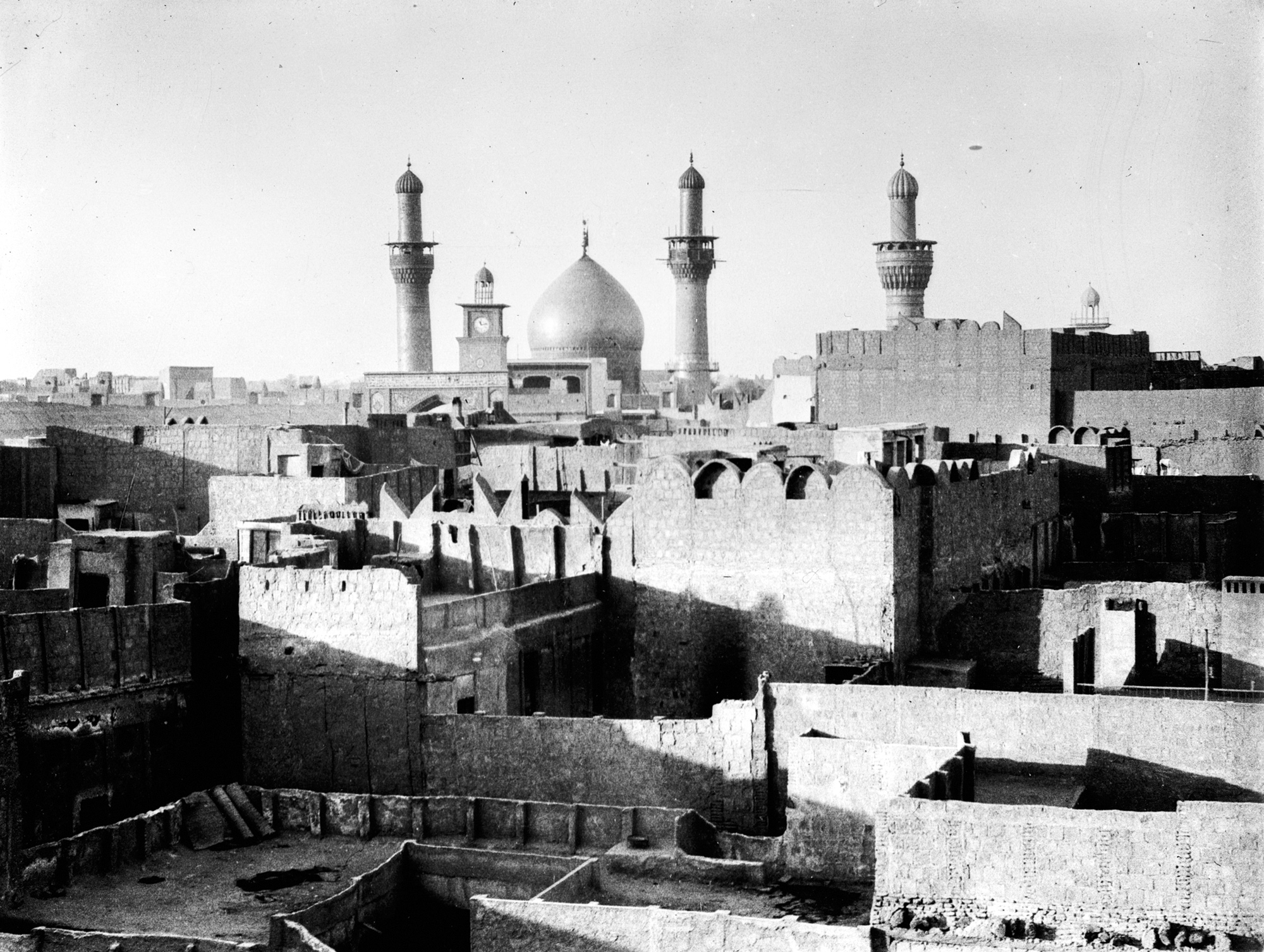
أضرحة كربلاء

- كربلاء
- مدينة سيد الأوصياء
- مدينة الإمام الحسين
- مدينة الإمام الحسن
- مدينة العباس.
- مدينة درة كربلاء.
- ناحية الحر.
- الحسينية.
- عين تمر.
- شثاثة.
- قضاء الهندية.
- قضاء طويريج.
- ناحية عون.
- ناحية الجدول الغربي.
- ناحية الخيرات.
- الرزازة